# 白云湖 (广州)

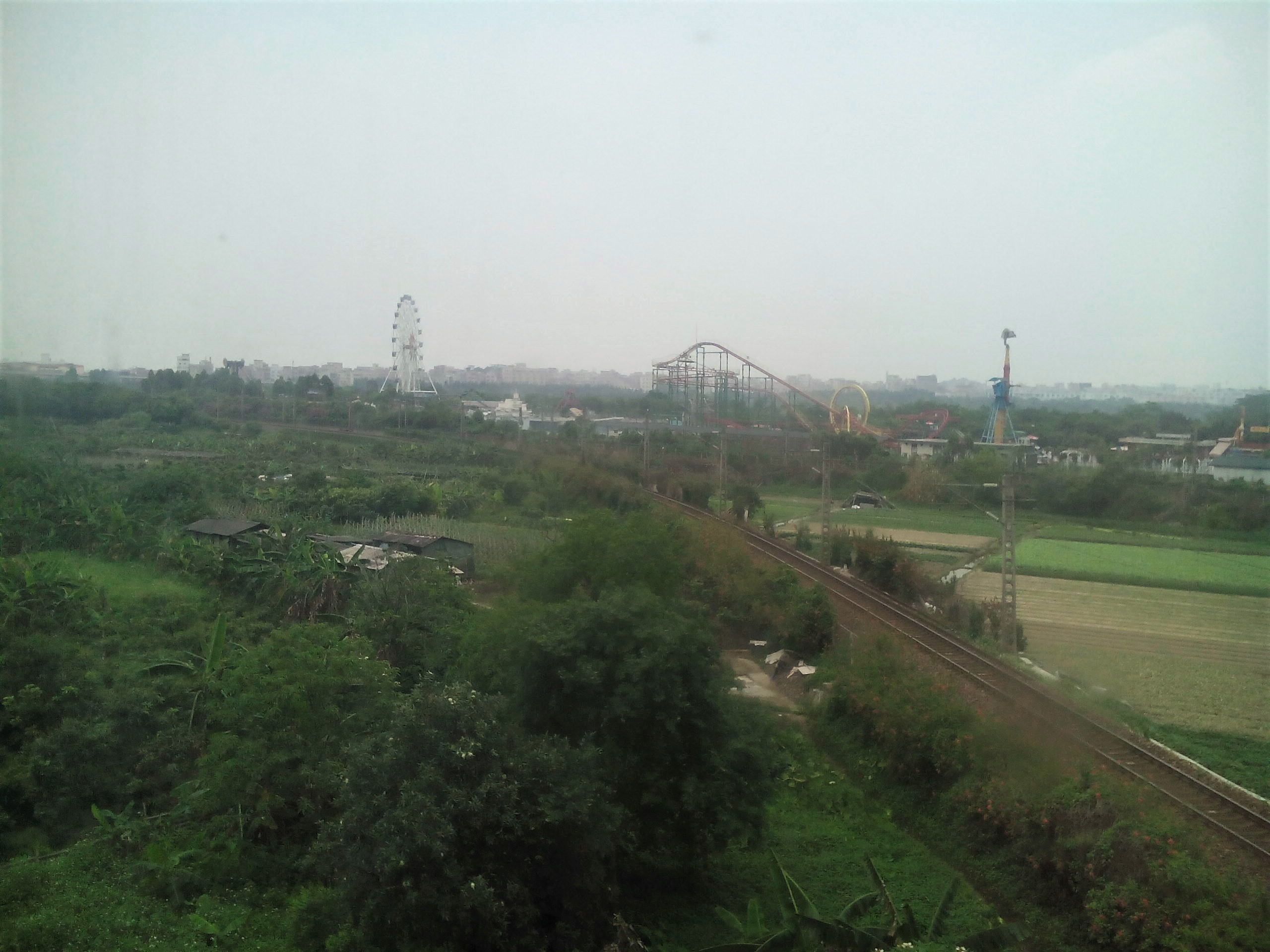
从京广铁路上行线眺望白云湖公园

广州的白云湖位于中国广州市中心城区西北部，是广州市治水重点项目之一。
工程由广和泵站、引水渠、白云湖、石井河泵站(船闸)等水利工程组成。主要设计功能为调水补水、区域雨洪调蓄、兼顾休闲景观。于2006年12月22日动工，2011年11月28日东湖开放。
湖区规划总面积2.07平方公里，水面面积1.05平方公里，由东、西两湖和湿地构成，为广州中心城区水域面积最大的人工湖。其中东湖面积约1770亩，占整个白云湖工程总面积一半有多。水域面积约850亩，陆地面积920亩，陆地绿化覆盖率约70%，环湖路长约5公里，另有多座人工岛。设计为在枯水期对石井河补水，每日平均约50至60万立方米。

## 公共交通
- 公交

| 编号 | 编号 | 线路及运营时间                | 线路及运营时间 | 线路及运营时间                    | 收费 | 运营商   | 备注 |
| ---- | ---- | ----------------------------- | -------------- | --------------------------------- | ---- | -------- | ---- |
|      | 265  | 广卫路 6:30–21:30             | ⇆              | 环滘村 6:30–21:30                 | 2元  | 巴士二分 |      |
|      | 271  | 广州市儿童公园北门 6:30–22:30 | ⇆              | 石井鸦岗 6:00–22:00               | 2元  | 二巴一分 |      |
|      | 929  | 白云文化广场 6:30–22:30       | ⇆              | 龙湖工业区 6:00–22:00             | 2元  | 二巴一分 |      |
|      | 982  | 夏茅（白云湖公园） 6:30–22:30 | ⇆              | 地铁飞翔公园站 7:00–23:00         | 2元  | 二巴一分 |      |
|      | 984  | 夏茅（白云湖公园） 6:15–22:30 | ⇆              | 祥云路（珠江高级中学） 6:15–22:30 | 2元  | 二巴一分 |      |